# Macromia polyhymnia
Macromia polyhymnia là loài chuồn chuồn trong họ Macromiidae. Loài này được Lieftinck mô tả khoa học đầu tiên năm 1929.